# ريتشارد ديفيد بريشت
ريتشارد ديفيد بريشت (بالألمانية: Richard David Precht)‏ (و. 1964 – م) هو ناقد رأي، وفيلسوف، وكاتب، وأستاذ جامعي، وصحفي من ألمانيا . ولد في سولينغن .

## التعليم
تعلم في جامعة كولونيا

## مناصب وهيئات
أدار High School of Music Hanns Eisler (منذ 1 أكتوبر 2012)، وجامعة ليونبورغ (منذ 1 مايو 2011).

## جوائز
حصل على جوائز منها:
- Deutscher Fernsehpreis.

## روابط خارجية
- ريتشارد ديفيد بريشت على موقع IMDb (الإنجليزية)
- ريتشارد ديفيد بريشت على موقع مونزينجر (الألمانية)
- ريتشارد ديفيد بريشت على موقع ميوزك برينز (الإنجليزية)
- ريتشارد ديفيد بريشت على موقع ديسكوغز (الإنجليزية)
- ريتشارد ديفيد بريشت على موقع قاعدة بيانات الفيلم (الإنجليزية)